# Sven Köhler (Fußballspieler, 1966)
Sven Köhler (* 24. Februar 1966 in Freiberg) ist ein ehemaliger deutscher Fußballspieler und heutiger -trainer.

## Sportliche Laufbahn

### Vereinskarriere

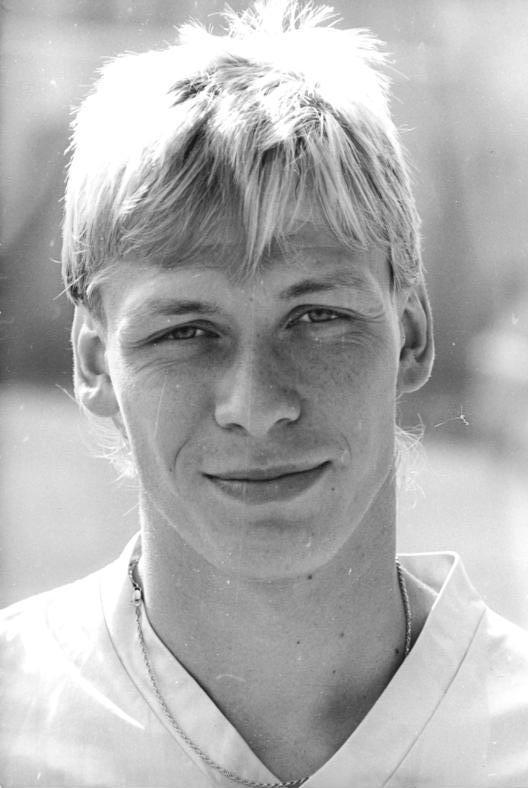
Sven Köhler (1990)

Sven Köhler stammt aus der Nachwuchsabteilung der BSG Motor Brand Langenau, für die bereits sein Vater Wilfried in der II. DDR-Liga aktiv gewesen war. Im Jahr 1978 wurde Köhler in die Kinder- und Jugendsportschule Emil Wallner nach Karl-Marx-Stadt delegiert und spielte fortan für den FC Karl-Marx-Stadt.
Ab 1983 lief er für den FCK als Abwehrspieler in der Juniorenoberliga auf. Für die Saison 1984/85 wurde der 1,79 m große Köhler von Trainer Manfred Lienemann für die Oberligamannschaft des FC Karl-Marx-Stadt nominiert. Sein erstes Oberligaspiel absolvierte er jedoch erst am 20. Spieltag, dem 13. April 1985, in der Begegnung Hansa Rostock gegen den FCK (4:2). Den Durchbruch als Stammspieler schaffte Köhler erst unter Hans Meyer in der Spielzeit 1988/89, in der er mit 23 Einsätzen erstmals das Gros der Oberliga-Punktspiele bestritt. Danach war Sven Köhler über viele Jahre fester Bestandteil des Clubs, der sich 1990 in Chemnitzer FC umbenannte. Höhepunkte waren der Gewinn der Vizemeisterschaft 1989/90 in der DDR-Oberliga sowie acht Auftritte zwischen 1989 und 1990 im UEFA-Pokal gegen Mannschaften wie Borussia Dortmund, Juventus Turin und Boavista Porto. 1989/90 erreichte er dabei mit dem Klub das Achtelfinale im UEFA-Cup, in dem man an Juventus scheiterte.
Ab 1991/92 spielte Köhler mit dem Chemnitzer FC in der 2. Fußball-Bundesliga. 1995 wechselte er für kurze Zeit zum Regionalligisten FC Erzgebirge Aue, wo er 15 Einsätze absolvierte. 1996 kehrte Köhler wieder zum Chemnitzer FC zurück, der gerade in die Regionalliga abgestiegen war. 2002 folgte Köhler seinem ehemaligen Trainer Christoph Franke zum Regionalliga-Konkurrenten Dynamo Dresden, absolvierte für Dynamo aber nur noch zwei Spiele.

### Auswahleinsätze
Der FCK-Nachwuchsspieler gehörte zum Kader der DDR-Juniorenauswahl, mit der er 1983 bei den Jugendwettkämpfen der Freundschaft den Sieg errang. Er fehlte aber nach neun Einsätzen für die U-18 in Folge 1984 bei der EM in der UdSSR verletzt.
Nachdem Köhler fünf Länderspiele mit der Nachwuchsnationalmannschaft bestritten hatte, kam er 1989 unter Manfred Zapf zu zwei Einsätzen in der DDR-Nationalmannschaft. Sein erstes A-Länderspiel bestritt er am 13. Februar 1989 in Kairo gegen Ägypten (4:0), in dem er in der 46. Minute eingewechselt wurde. Am 26. April 1989 stand er im WM-Qualifikationsspiel gegen die UdSSR (0:3) in Kiew als Mittelfeldspieler in der Nationalmannschaft.

## Trainerkarriere
Nach bzw. noch während seiner Spielerkarriere agierte er in Dresden bis 2005 als Co-Trainer neben Christoph Franke, nach dessen Entlassung betreute er die A-Jugend des Vereins. Am 1. Juli 2007 wurde Köhler neuer Cheftrainer des Halleschen FC und stieg bereits nach einem Jahr in die Regionalliga auf. In der folgenden Saison 2008/09 verpasste man am letzten Spieltag den Aufstieg in die 3. Liga. 2009/10 und 2010/11 folgten die Ränge vier und fünf in der Regionalliga Nord. In der Saison 2011/12 führte Köhler den Klub aus Sachsen-Anhalt mit 77 Punkten aus 34 Spielen letztendlich zum Aufstieg in die dritthöchste deutsche Spielklasse und somit nach 18 Jahren wieder zurück in den Profifußball. Am 30. August 2015 wurde Köhler freigestellt und sein Nachfolger wurde Stefan Böger.
Am 2. März 2016 übernahm Köhler als Nachfolge von Karsten Heine die Stelle als Trainer des Chemnitzer FC. Am Ende der Saison 2016/17 wurde sein auslaufende Vertrag nicht verlängert. Zur neuen Saison wurde er für eine Saison TV-Experte beim Mitteldeutschen Rundfunk. Zur Saison 2018/19 übernahm er den Cheftrainerposten beim VfB Auerbach, welcher in der Regionalliga Nordost spielte, mit einem Zweijahresvertrag. Mit Auerbach stieg er 2022 in die Fußball-Oberliga Nordost-Süd, ab.

## Statistik
- DDR-Oberliga: 97 Spiele (7 Tore)

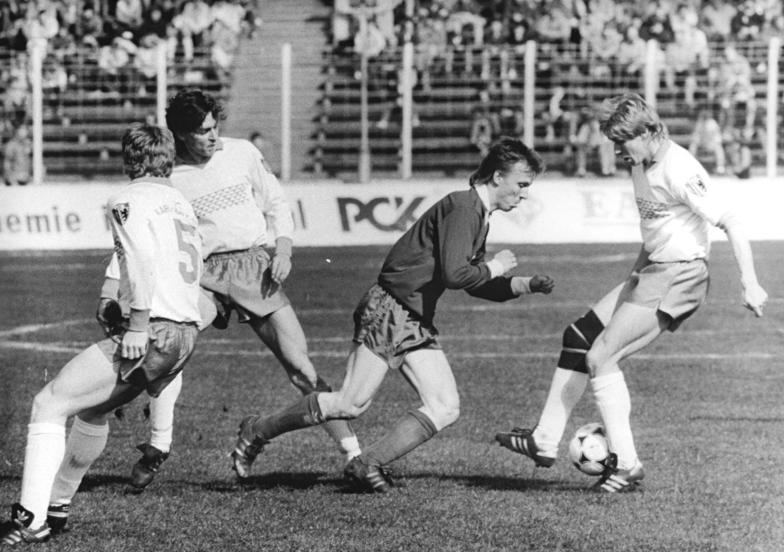
Szene aus dem FDGB-Pokal-Finale 1988/89: der BFC-Dynamo-Spieler Andreas Thom (3. v. l.) gegen die Karl-Marx-Städter Jörg Illing, Peter Keller und Sven Köhler (v. l.), das Spiel endete 1:0 für die Berliner

- 2. Fußball-Bundesliga: 125 Spiele (4 Tore)
- Regionalliga Nordost/Nord: 115 Spiele (8 Tore)